# Going to a Town
"Going to a Town" is een nummer van de Canadees-Amerikaanse singer-songwriter Rufus Wainwright. Het nummer verscheen op zijn album Release the Stars uit 2007. Op 3 april van dat jaar werd het nummer uitgebracht als de eerste single van het album.

## Achtergrond
"Going to a Town" is geschreven en geproduceerd door Wainwright; naar eigen zeggen schreef hij het binnen vijf minuten op de avond voordat hij naar Berlijn vertrok voor de opnamen van het album. Het nummer is een protestlied tegen het presidentschap van George W. Bush, die volgens hem veel schade toebracht aan de Verenigde Staten. Dit is terug te horen in de belangrijkste regel van het nummer, "I'm so tired of you, America" (Ik word zo moe van jou, Amerika). In een interview dat verscheen in een documentaire over de videoclip van het nummer vertelde Wainwright dat het nummer "een emotionele reactie is tegenover een geliefde waarmee je ruzie hebt gehad", en dat het gaat over rouwen en "verdergaan naar grotere en betere dingen". Het nummer kende enkel succes in het Verenigd Koninkrijk, waar het in twee weken de 54e plaats in de hitlijsten bereikte.
De videoclip van "Going to a Town" is geregisseerd door Sophie Muller en ging in april 2007 in première. Wainwright speelt hierin een door D.H. Lawrence geïnspireerd karakter en zit alleen aan een tafel in een geïsoleerde ruimte. Tijdens de video verschijnen rozen in beeld en rouwen drie vrouwen om het verlies van hun echtgenoten; zij worden zo afgebeeld dat het lijkt alsof ze alleen in de gedachten van Wainwright bestaan. Terwijl de rozen in brand staan en de vrouwen huilen, valt Wainwright op de grond en plaatsen de vrouwen een lauwerkrans op zijn hoofd. Zijn armen worden uitgespreid en er schijnt een licht op hem, waardoor het lijkt alsof hij gekruisigd wordt. Het pak dat Wainwright aan heeft is ontworpen door Marc Jacobs.

## NPO Radio 2 Top 2000
| Nummer met noteringen in de NPO Radio 2 Top 2000 | '07  | '08 | '09 | '10  | '11  | '12  | '13  | '14 | '15  | '16  | '17  | '18  | '19  | '20 | '21 | '22  | '23  | '24  |
| ------------------------------------------------ | ---- | --- | --- | ---- | ---- | ---- | ---- | --- | ---- | ---- | ---- | ---- | ---- | --- | --- | ---- | ---- | ---- |
| Going to a Town                                  | 1056 | -   | 979 | 1020 | 1039 | 1000 | 1011 | 903 | 1043 | 1275 | 1223 | 1438 | 1523 | 996 | 793 | 1090 | 1179 | 1172 |

1. ↑  Een '-' betekent dat het nummer niet was genoteerd en een vetgedrukt getal geeft de hoogste notering aan.
2. ↑  2007 was het eerste jaar met een notering voor dit nummer.